# Als die Amerikaner kamen
Als die Amerikaner kamen ist eine Filmdokumentation des Landschaftsverbands Westfalen-Lippe (LWL) aus dem Jahre 2015 über die letzten Kriegsmonate im Jahre 1945 in Westfalen, in der Filmaufnahmen veröffentlicht werden, die US-Kameraleute über die Kämpfe und die Besetzung der Gebiete drehten. Im Original liegen die Aufnahmen heute in den National Archives in Washington, D.C. Produziert wurde die Dokumentation vom LWL-Medienzentrum für Westfalen. Sie ist inhaltlich in elf Teile untergliedert.

## Inhalt
Die Filmaufnahmen stammen unter anderem aus: Altenhundem und Würdinghausen (Kreis Olpe), Bad Salzuflen (Kreis Lippe), Beckum (Kreis Warendorf), Bochum, Gelsenkirchen, Haltern (Kreis Recklinghausen), Hamm, Menden und Hemer (Märkischer Kreis), Herne, Lügde (Kreis Lippe), Minden, Münster, Olpe, Paderborn, Recklinghausen, Elspe, Schmallenberg (Hochsauerlandkreis), Siegen, Soest, Stukenbrock (Kreis Gütersloh), Suttrop bei Warstein (Kreis Soest), Wehrden bei Beverungen (Kreis Höxter) und Witten (Ennepe-Ruhr-Kreis).